# NGC 6993
NGC 6993 (другие обозначения — PGC 65671, ESO 529-11, MCG -4-49-7, IRAS20509-2539) — спиральная галактика (Sc) в созвездии Козерог.
Этот объект входит в число перечисленных в оригинальной редакции «Нового общего каталога».